# 大久保琉唯
大久保 琉唯（おおくぼ るい、2004年9月12日 - ）は、日本のキックボクサー。栃木県宇都宮市出身。K-1ジム・ウルフ TEAM ASTER所属。栃木県立宇都宮北高等学校卒業。白鷗大学教育学部在学。初代Krushフライ級王者。K-1 WORLD MAX 2024 -55kg世界最強決定トーナメント準優勝。弟の大久保世璃もキックボクサー。

## 来歴
2004年、栃木県宇都宮市に生まれる。琉唯という名前は『琉』は個性的で宝石のように光輝く魅力のある子に育ってほしい、『唯』は世界に一つだけの、唯一無二の存在になってほしいという願いが込められてつけられた。小学1年生の時にプロボクサーであった父親の影響でキックボクシングを始めた。幼児期はロングヘアでメンタルが弱く、小学2年生の際にはグローブ空手の試合の時に「試合に出たくない」と言ってトイレに引きこもったこともあった。

### アマチュア時代
2021年8月29日、K-1甲子園2021へ出場し、-55kg王者となった。
2022年1月26日、『K-1 AWARDS 2021』において、アマチュア最優秀選手賞を受賞した。

### プロ時代
2022年2月27日、東京体育館で西林翔平と52kg契約で対戦し、3-0（30-27×2、30-26）の判定でプロデビュー戦を勝利で飾った。
2022年6月19日、東京ドームで開催されたTHE MATCH 2022のオープニングファイトに出場。那須川天心の弟の那須川龍心と53kg契約で対戦し、3-0（30-29×3）の判定勝ちを収めた。
2022年8月14日、AbemaTVで放送されたリアリティ番組「オオカミちゃんとオオカミくんには騙されない」に出演。
2022年9月3日、さいたまスーパーアリーナで開催された第35回マイナビ 東京ガールズコレクション 2022 AUTUMN／WINTERに出演。
2022年9月24日、後楽園ホールで開催されたKrush.141にてフライ級王座新設に伴うKrush初代フライ級王座決定トーナメントに出場。1回戦となる準決勝で山脇飛翼と対戦予定だったが、山脇が怪我で欠場となり急遽代役出場した西林とデビュー戦以来の再戦を果たし、3-0（30-28×2、30-29）の判定勝ちを収めて決勝進出を果たす。その後メインイベントで行われた決勝で大夢と対戦し、3ラウンド+延長1ラウンドの末2-1（10-9×2、9-10）の判定勝ちを収め、プロデビューからわずか4戦目かつ7ヶ月にしてKrush初代フライ級王者に輝いた。
2023年2月1日、『K-1 AWARDS 2022』において、新人賞とABEMA賞を受賞した。
2023年3月1日、栃木県立宇都宮北高等学校を卒業。
2023年4月4日、白鷗大学教育学部発達科学科スポーツ健康専攻に入学。
2023年4月14日、Krushフライ級王座を返上及びバンタム級への転向を表明した。
2023年5月11日、K-1甲子園2023＆K-1カレッジ2023のPR大使に就任。
2023年6月3日、横浜武道館でバンタム級転向初戦として齊藤龍之介とバンタム級53kg契約で対戦し、3ラウンド+延長1ラウンドで1-2、判定が出るのに時間がかかり齋藤がイエローカード提示による減点を貰ったにもかかわらず（(大久保)10-8、9-9×2（齊藤））の判定負けを喫し、プロ初黒星、試合後のインタビューで『自分は負けていない、何であの判定になったかわからない、受け入れられない』と語った。
2023年10月21日、後楽園ホールで開催されたKrush.154にて黒川瑛斗とバンタム級53kg契約で対戦し、3-0（30-28×2、30-29）の判定勝ちを収めた。
2024年3月20日、国立代々木競技場第一体育館で第7代Krushバンタム級王者壬生狼一輝とバンタム級53kg契約で対戦し、3-0（30-29×3）の判定勝ちを収めた。敗れた壬生狼は試合後に引退を表明した。
2024年4月26日、7月7日に開催されるK-1 WORLD MAX 2024 -55kg世界最強決定トーナメントへの出場が発表された。
2024年7月7日、国立代々木競技場第二体育館で開催されたK-1 WORLD MAX 2024 -55kg世界最強決定トーナメントへ出場。一回戦でジャオ・ジェンドンと対戦し、3-0（30-29×2、30-28）の判定勝ちを収め準決勝へ進出した。
2024年9月29日、国立代々木競技場第二体育館で開催されたK-1 WORLD MAX 2024 -55kg世界最強決定トーナメント準決勝で第6代Krushスーパーバンタム級王者玖村将史と対戦し、3-0（30-29×3）の判定勝ちを収め決勝へ進出。その後行われた決勝で第3代K-1 WORLD GPスーパーバンタム級王者金子晃大と対戦するが、2Rに金子のローキックでダウンを奪われKO負けとなり、プロ2敗目を喫しトーナメント準優勝を飾った。
2024年12月14日、国立代々木競技場第一体育館で第7代Krushスーパーバンタム級王者璃明武とスーパーバンタム級55kg契約で対戦し、3-0（30-29×3）の判定勝ちを収めた。
2025年2月9日、国立代々木競技場第二体育館でMMAファイターの竹見浩史郎と58kg契約で対戦し、3Rに左三日月蹴りでダウンを奪い、1分39秒KO勝ちを収めプロ初のKO勝ちを収めた。
2025年2月26日、『K-1 AWARDS 2024』において、K-1メディアBAY FM「Bonの部屋賞」を受賞した。
2025年5月31日、横浜BUNTAIで永坂吏羅と56kg契約で対戦する予定であったが、前日計量で対戦相手の永坂が規定時間までに計量に現れず失格（当時を永坂は自身のSNSで、「深夜から1人で水抜きしてて湯船上がった瞬間、急な眩暈により家の脱衣所で数時間気絶してしまい全身痙攣で呼吸が上手くできなくなったが、急遽先輩が駆けつけてくれて痙攣により固まった筋肉をマッサージして解してくれて、再度水抜きに付き添ってもらい最後の最後まで落とそうとした結果、計量に25分遅刻してしまい0.1kgオーバーでした」と説明している）となり、試合が中止となった。大会当日は石井一成と3分1Rのエキシビションマッチを行った。
2025年7月13日、マリンメッセ福岡B館で紫苑と56kg契約で対戦し、1Rに2度のダウンを奪い、2分39秒KO勝ちを収めた。

## 戦績

### プロキックボクシング
| キックボクシング 戦績 | キックボクシング 戦績 | キックボクシング 戦績 | キックボクシング 戦績 | キックボクシング 戦績 | キックボクシング 戦績 | キックボクシング 戦績 |
| --------------------- | --------------------- | --------------------- | --------------------- | --------------------- | --------------------- | --------------------- |
| 14 試合               | (T)KO                 | 判定                  | その他                | 引き分け              | 無効試合              |                       |
| 12 勝                 | 2                     | 9                     | 1                     | 0                     | 0                     |                       |
| 2 敗                  | 1                     | 1                     | 0                     | 0                     | 0                     |                       |

| 勝敗 | 対戦相手           | 試合結果                     | 大会名                                                                    | 開催年月日     |
| ○    | 紫苑               | 1R 2:39 KO（右ストレート）   | ECO信頼サービス株式会社 presents K-1 DONTAKU                              | 2025年7月13日  |
| ○    | 永坂吏羅           | 不戦勝（永坂の計量オーバー） | K-1 BEYOND                                                                | 2025年5月31日  |
| ○    | 竹見浩史郎         | 3R 1:39 KO（左三日月蹴り）   | K-1 WORLD MAX 2025                                                        | 2025年2月9日   |
| ○    | 璃明武             | 3R終了 判定3-0               | K-1 WORLD GP 2024 in TOKYO～FINAL～                                       | 2024年12月14日 |
| ×    | 金子晃大           | 2R 0:26 KO（右ローキック）   | K-1 WORLD MAX 2024 【-55kg世界最強決定トーナメント決勝】                  | 2024年9月29日  |
| ○    | 玖村将史           | 3R終了 判定3-0               | K-1 WORLD MAX 2024 【-55kg世界最強決定トーナメント準決勝】                | 2024年9月29日  |
| ○    | ジャオ・ジェンドン | 3R終了 判定3-0               | AZABU presents K-1 WORLD MAX 2024 【-55kg世界最強決定トーナメント開幕戦】 | 2024年7月7日   |
| ○    | 壬生狼一輝         | 3R終了 判定3-0               | TRHD presents K-1 WORLD MAX 2024                                          | 2024年3月20日  |
| ○    | 黒川瑛斗           | 3R終了 判定3-0               | Krush.154                                                                 | 2023年10月21日 |
| ×    | 齊藤龍之介         | 3R+延長1R終了 判定0-3        | K-1 WORLD GP 2023～初代ミドル級王座決定トーナメント～                     | 2023年6月3日   |
| ○    | 大夢               | 3R+延長1R終了 判定2-1        | Krush.141 【Krush 初代フライ級王座トーナメント決勝】                      | 2022年9月24日  |
| ○    | 西林翔平           | 3R終了 判定3-0               | Krush.141 【Krush 初代フライ級王座トーナメント準決勝】                    | 2022年9月24日  |
| ○    | 那須川龍心         | 3R終了 判定3-0               | THE MATCH 2022                                                            | 2022年6月19日  |
| ○    | 西林翔平           | 3R終了 判定3-0               | K-1 WORLD GP 2022 JAPAN ～第3代スーパーバンタム級王座決定トーナメント～   | 2022年2月27日  |

### エキシビション
| 勝敗 | 対戦相手 | 試合結果           | 大会名     | 開催年月日    |
| △    | 石井一成 | 3分1R終了 判定なし | K-1 BEYOND | 2025年5月31日 |

## 獲得タイトル
アマチュア
- 第11回K-1アマチュア全日本大会 チャレンジAクラス -55kg優勝
- 第37回K-1アマチュア チャレンジAクラス -55kg優勝
- K-1甲子園2021 東日本予選 -55kg優勝
- K-1甲子園2021 -55kg王者

プロ
- 初代Krushフライ級王座（防衛0=返上）
- K-1 WORLD MAX 2024 -55kg世界最強決定トーナメント準優勝

## 表彰
- K-1 AWARDS
  - K-1 AWARDS 2021 アマチュア最優秀選手賞
  - K-1 AWARDS 2022 新人賞
  - K-1 AWARDS 2022 ABEMA賞
  - K-1 AWARDS 2024 K-1メディアBAY FM「Bonの部屋賞」

- PR大使
  - K-1甲子園2023＆K-1カレッジ2023 PR大使

## 入場曲
- 「Euphoria（英語版）」 (BTS JUNG KOOK)

## 出演

### テレビ番組
- HANZO（2025年3月23日 - 2025年3月24日、TBS）[32]

### ウェブ番組
- オオカミちゃんとオオカミくんには騙されない（2022年8月14日 - 2022年10月30日、AbemaTV）
- ハイティーン・バイブル（2024年8月19日 - 2024年8月26日、AbemaTV） - ゲスト[33][34]

### ラジオ番組
- JAPAN MOVE UP（2022年10月15日、TOKYO FM）[35]
- NURERU presents NURERU☆Night（2024年8月10日、Shibuya Cross-FM）[36]
- シン・ラジオ -ヒューマニスタは、かく語りき-（2024年11月20日、BAYFM）[37]

### ランウェイ
- 東京ガールズコレクション
  - 第35回 マイナビ 東京ガールズコレクション 2022 AUTUMN／WINTER（2022年9月3日）
  - SDGs推進 TGC しずおか 2025 by TOKYO GIRLS COLLECTION（2025年1月11日）[38]

### イベント
- 超十代
  - 超十代 -ULTRA TEENS FES- 2023＠TOKYO（2023年3月30日）[39]
  - 超十代 -ULTRA TEENS FES- 2024@NAGOYA（2024年12月26日）[40]
  - ドコモ超十代 2025 -ULTRA TEENS FES-（2025年3月26日）[41]

### 舞台
- 星に願いを。～欲望にまみれた人間達よ～（2023年7月27日、ラゾーナ川崎プラザソル）- ゲスト出演[42][43]

## 書籍

### 雑誌
- ViVi（2025年6月号、講談社）[44]

### 試合映像
1. ↑  『『K-1甲子園2021〜高校生日本一決定トーナメント～』『K-1カレッジ2021～大学生日本一決定トーナメント～』』K-1公式YouTubeチャンネル、2021年。
2. ↑  『大久保 琉唯 vs 西林 翔平 22.2.27 K-1東京 #k1wgp #格闘技』K-1公式YouTubeチャンネル、2022年。
3. ↑  『那須川 龍心 vs 大久保 琉唯/22.6.19「Yogibo presents THE MATCH 2022」』K-1公式YouTubeチャンネル、2022年。
4. ↑  『那須川龍心 vs 大久保琉唯／Ryujin Nasukawa vs Rui Okubo｜2022.6.19 #THEMATCH2022【OFFICIAL】』RISE公式YouTubeチャンネル、2022年。
5. ↑  『西林翔平 vs大久保琉唯/初代Krushフライ級王座決定トーナメント・準決勝(1)/22.9.24 Krush.141』K-1公式YouTubeチャンネル、2022年。
6. ↑  『大久保琉唯 vs 大夢/初代Krushフライ級王座決定トーナメント・決勝/22.9.24 Krush.141』K-1公式YouTubeチャンネル、2022年。
7. ↑  『大久保 琉唯 vs 齊藤 龍之介/K-1バンタム級/23.6.3「K-1 WORLD GP」』K-1公式YouTubeチャンネル、2023年。
8. ↑  『大久保琉唯 vs 黒川瑛斗/Krushバンタム級/3分3R・延長1R/23.10.21 Krush.154』K-1公式YouTubeチャンネル、2023年。
9. ↑  『壬生狼一輝vs大久保琉唯 / K-1バンタム級 / 24.3.20「K-1 WORLD MAX 2024」』K-1公式YouTubeチャンネル、2024年。
10. ↑  『大久保琉唯vsジャオ・ジェンドン/K-1 WORLD MAX 2024 -55kg 世界最強決定トーナメント・一回戦 /24.7.7「K-1 WORLD MAX 2024」』K-1公式YouTubeチャンネル、2024年。
11. ↑  『玖村将史vs大久保琉唯/K-1 WORLD MAX 2024 -55kg世界最強決定トーナメント・準決勝/ 24.9.29「K-1 WORLD MAX 2024」』K-1公式YouTubeチャンネル、2024年。
12. ↑  『金子晃大vs大久保琉唯/K-1 WORLD MAX 2024 -55kg世界最強決定トーナメント・決勝戦/24.9.29「K-1 WORLD MAX 2024」』K-1公式YouTubeチャンネル、2024年。
13. ↑  『璃明武vs大久保 琉唯/K-1スーパー・バンタム級 24.12.14「K-1 WORLD GP 2024 in TOKYO～FINAL～ 」』K-1公式YouTubeチャンネル、2024年。
14. ↑  『大久保琉唯vs竹見浩史郎/株式会社G＆Co Presents -58kg契約/25.2.9「K-1 WORLD MAX 2025」』K-1公式YouTubeチャンネル、2025年。
15. ↑  『大久保琉唯vs石井一成/エキシビションマッチ/25.5.31「K-1 BEYOND」』K-1公式YouTubeチャンネル、2025年。
16. ↑  『大久保 琉唯vs紫苑/-56kg契約/25.7.13「ECO信頼サービス株式会社 presents K-1 DONTAKU」』K-1公式YouTubeチャンネル、2025年。

### 補足映像
1. ↑  『【K−1 BACKSTAGE PASS】初代Krushフライ級王座決定トーナメント・準決勝/決勝戦/22.9.24 Krush.141』K-1公式YouTubeチャンネル、2022年。
2. ↑  『【K−1 BACKSTAGE PASS】大激闘の舞台裏〜ワンマッチ&タイトルマッチ編〜24.03.20（※番組内で試合映像＆大久保琉唯と壬生狼一輝による試合後の振り返りドキュメンタリー番組）』K-1公式YouTubeチャンネル、2024年。
3. ↑  『【K−1 BACKSTAGE PASS】激闘の舞台裏 ～-55kg世界最強決定トーナメント・1回戦〜 24.7.7 【K-1 WORLD MAX 2024】（※番組内で試合映像＆大久保琉唯とジャオ・ジェンドンによる試合後の振り返りドキュメンタリー番組）』K-1公式YouTubeチャンネル、2024年。
4. ↑  『【K−1 BACKSTAGE PASS】激闘の舞台裏 24.9.29 K-1 WORLD MAX 2024【舞台裏】』K-1公式YouTubeチャンネル、2024年。
5. ↑  『【K−1 BACKSTAGE PASS】激闘の舞台裏 〜K-1軍vsアラゾフ軍_スーパー・バンタム級〜 24.12.14 K-1 WORLD GP 2024 in TOKYO～FINAL～【舞台裏】（※番組内で試合映像＆大久保琉唯と璃明武による試合後の振り返りドキュメンタリー番組）』K-1公式YouTubeチャンネル、2024年。
6. ↑  『【K−1 BACKSTAGE PASS】激闘の舞台裏 〜3大タイトルマッチ_大久保vs竹見〜 25.2.9 K-1 WORLD MAX 2025【舞台裏】（※番組内で試合映像＆大久保琉唯と竹見浩史郎による試合後の振り返りドキュメンタリー番組）』K-1公式YouTubeチャンネル、2025年。
7. ↑  『【K−1 BACKSTAGE PASS】激闘の舞台裏 〜ワンマッチ〜 25.5.31 K-1 BEYOND【舞台裏】※番組内で試合映像＆大久保琉唯と石井一成による試合後の振り返りドキュメンタリー番組）』K-1公式YouTubeチャンネル、2025年。